# Lili Ivanovová
Lili Ivanovová, celým jménem Liljana Ivanova Petrova (bulharsky Лиляна Иванова Петрова, * 24. dubna 1939 Kubrat) je bulharská zpěvačka, představitelka estrádního středního proudu.
V mládí se kromě hudby věnovala také gymnastice a vystudovala zdravotnickou školu. Profesionální zpěvačkou je od roku 1960. Zpočátku působila v Rumunsku, kde nahrála v roce 1963 svoje první album Recital. Na premiérové Bratislavské lyře v roce 1966 vyhrála Zlatý klíč Intervize. Jejím největším hitem je skladba „Camino“, které se prodalo po celém světě okolo patnácti miliónů exemplářů.
Ve své kariéře nahrála 66 dlouhohrajících alb a okolo 500 singlů, měla více než 15 000 koncertů, jako první umělkyně ze zemí východního bloku vystoupila v pařížské Olympii. Je nazývána „primadonou bulharské hudby“, v anketě Velcí Bulhaři obsadila třicáté místo. Byl jí udělen titul národní umělkyně a Řád Stará planina.